# Saison 2012-2013 du Racing Club de Lens
Maillots
Dernière mise à jour : 27 mai 2013.
Chronologie
Saison précédente Saison suivante
La saison 2012-2013 du Racing Club de Lens, qui a débuté officiellement le 28 juillet 2012 et s'est terminée le 24 mai 2013, est la deuxième saison du club au sein de la deuxième division après sa remontée dans l'élite en 2009. Lens essaye d'améliorer la douzième place qu'il a obtenu lors du dernier championnat. 
Les joueurs ont repris l'entraînement le 20 juin au centre sportif et technique de La Gaillette, puis ont effectué un stage de préparation aux Pays-Bas du 2 au 10 juillet. Après une pré-saison mouvementée, marquée par les départs de l'emblématique président Gervais Martel (au poste depuis 1988) et de nombreux éducateurs, le RC Lens connaît des débuts difficiles en championnat, et par la voix de Luc Dayan licencie son entraîneur, Jean-Louis Garcia.
C'est alors qu'Éric Sikora, entraîneur de la réserve, est propulsé au premier plan et remet l'équipe professionnelle sur les bons rails : jusqu'à la trêve hivernale, elle réalise une série de douze matches consécutifs sans défaite toutes compétitions confondues. Alors qu'une montée est envisagée, les résultats deviennent un peu moins bons à l'approche du quart de finale de Coupe de France, disputé et perdu face aux Girondins de Bordeaux devant plus de 38 000 spectateurs. N'arrivant plus à gagner, le Racing dégringole au classement, n'obtient son maintien en deuxième division qu'à l'issue de la 36e journée après une très lourde défaite sept à zéro, puis finit en roue libre à la 12e place, un résultat conforme à celui de la saison précédente.

## Histoire

### Pré-saison

#### Une reprise marquée par le changement de président
Après la descente en Ligue 2, le Crédit Agricole Nord de France a donné jusqu'au 30 juin 2012 la possibilité à Gervais Martel de rester actionnaire majoritaire au sein du RC Lens. Au soir du 30 juin 2012, n'ayant pas réuni la somme voulue par le CANF, il démissionne après 24 ans de présidence. Le Crédit Agricole nomme Luc Dayan à la tête du RC Lens. Cependant, Gervais Martel garde une option pour racheter ses parts et reste actionnaire minoritaire. L'organigramme du RC Lens est donc chamboulé. Jocelyn Blanchard qui était arrivé l'année dernière au poste de directeur sportif est démis de ses fonctions et remplacé par Antoine Sibierski. Georges Tournay, directeur de la formation, quitte le RC Lens pour devenir entraîneur de l'US Boulogne Côte d'Opale. À l'inverse, Pascal Plancque, ancien entraîneur de Boulogne le remplace.

## Les joueurs et le club

### Effectif professionnel et encadrement technique
L'effectif professionnel de la saison 2012-2013 du Racing Club de Lens, entraîné par Éric Sikora et ses adjoints Didier Sénac et Vincent Lannoy, comporte au total dix-neuf joueurs, dont six internationaux séniors et six formés au club. Jean-Claude Nadon, ancien gardien de but du LOSC notamment, peut compter lors de ses séances d'entraînement spécifique sur deux joueurs, l'expérimenté Rudy Riou et le jeune nordiste Samuel Atrous.
Yohan Demont est le joueur le plus ancien de l'effectif professionnel, présent depuis la saison 2005-2006. Au contraire, Patrick Fradj a intégré le plus récemment l'équipe lensoise, en signant son premier contrat en octobre 2012.
Note : Les numéros 12 et 17 ont été retirés par le club. En effet, le 12 représente le public lensois et le 17 le numéro que portait Marc-Vivien Foé, mort subitement le 26 juin 2003.

### Transferts

#### Mercato d'été
| Départ/Arrivée        | Type de transfert        | Date                  | Prix        | Durée   | Nom                 | Provenance / Destination |
| --------------------- | ------------------------ | --------------------- | ----------- | ------- | ------------------- | ------------------------ |
| Arrivées              | Transfert définitif      | 29 juin               | 0 €         | 2 ans   | Rémy Bonne          | Uzès Pont du Gard (D3)   |
| Arrivées              | Transfert définitif      | 3 juillet             | 0 € (f.c)   | 3+1 ans | Jérôme Le Moigne    | CS Sedan (D2)            |
| Arrivées              | Transfert définitif      | 24 juillet            | 0 € (f.c)   | 3+1 ans | Pierrick Valdivia   | CS Sedan (D2)            |
| Arrivées              | Transfert définitif      | 24 juillet            | 0 € (f.c)   | 2+1 ans | Rudy Riou           | FC Nantes (D2)           |
| Arrivées              | Transfert définitif      | 10 août               | 0 € (f.c)   | 3+1 ans | Deme N'Diaye        | AC Arles-Avignon (D2)    |
| Arrivées              | Prêt avec option d'achat | 20 août               | ?           | 1 an    | Yoann Touzghar      | Amiens SC (D3)           |
| Arrivées              | Transfert définitif      | 19 septembre          | 400 000 €   | 3 ans   | Firas Mugrabi       | Maccabi Netanya (D1)     |
| Total (7 mouvements)  | Total (7 mouvements)     | Total (7 mouvements)  | 400 000 €   |         |                     |                          |
| Départs               | Retour de prêt           | 30 juin               |             |         | Pascal Berenguer    | AS Nancy (D1)            |
| Départs               | Retour de prêt           | 30 juin               |             |         | Alexandre Cuvillier | AS Nancy (D1)            |
| Départs               | Retour de prêt           | 30 juin               |             |         | Bengali-Fodé Koïta  | Montpellier HSC (D1)     |
| Départs               | Retour de prêt           | 30 juin               |             |         | Michaël Fabre       | Clermont Foot (D2)       |
| Départs               | Retour de prêt           | 30 juin               |             |         | Jean-Eudes Maurice  | Paris SG (D1)            |
| Départs               | Prêt avec option d'achat | 22 juin               | ?           | 1 an    | Julien Toudic       | Stade de Reims (D1)      |
| Départs               | Fin de contrat           | 30 juin               | –           | –       | Franck Queudrue     | –                        |
| Départs               | Fin de contrat           | 30 juin               | –           | –       | William Rémy        | –                        |
| Départs               | Transfert définitif      | 24 juillet            | 4 M€        | 5 ans   | Geoffrey Kondogbia  | Séville FC (D1)          |
| Départs               | Transfert définitif      | 25 juillet            | 1 M€        | 4 ans   | Thorgan Hazard      | Chelsea FC (D1)          |
| Départs               | Transfert définitif      | 6 août                | 0 € (libre) | 2 ans   | Chaouki Ben Saada   | AC Arles-Avignon (D2)    |
| Départs               | Transfert définitif      | 11 août               | 0 € (libre) | 3 ans   | Ali Mathlouthi      | Club africain (D1)       |
| Total (12 mouvements) | Total (12 mouvements)    | Total (12 mouvements) | 5 M€        |         |                     |                          |

#### Mercato d'hiver
| Départ/Arrivée       | Type de transfert        | Date                 | Prix | Durée   | Nom               | Provenance / Destination |
| -------------------- | ------------------------ | -------------------- | ---- | ------- | ----------------- | ------------------------ |
| Départs              | Transfert définitif      | 20 décembre          | 0 €  | 6 mois  | Hamdi Kasraoui    | CS Sfax (D1)             |
| Départs              | Prêt sans option d'achat | 3 janvier            | 0 €  | 6 mois  | Firas Mugrabi     | Maccabi Netanya (D1)     |
| Départs              | Résiliation de contrat   | 3 janvier            | —    | —       | Dejan Milovanović | —                        |
| Départs              | Transfert définitif      | 15 janvier           | ?    | 2,5 ans | David Pollet      | Royal Charleroi SC (D1)  |
| Total (4 mouvements) | Total (4 mouvements)     | Total (4 mouvements) | 0 €  |         |                   |                          |

| Date       | Durée | Nom               |
| ---------- | ----- | ----------------- |
| 29 juin    | 3 ans | Nicolas Saint-Ruf |
| 30 octobre | 3 ans | Patrick Fradj     |

### Statistiques

#### Joueurs
| \| No \| Pos. \| Joueur \| M \| T \| R \| But inscrit \| Averti \| Carton rouge \| TJ \| \| -- \| ---- \| -------------------------- \| -- \| -- \| -- \| ----------- \| ------ \| ------------ \| ----- \| \| 1 \| G \| Rudy Riou \| 37 \| 37 \| 0 \| 0 \| 0 \| 0 \| 3 285 \| \| 30 \| G \| Samuel Atrous \| 2 \| 1 \| 1 \| 0 \| 0 \| 0 \| 135 \| \| 2 \| D \| Zakarya Bergdich \| 24 \| 22 \| 2 \| 1 \| 8 \| 0 \| 1 970 \| \| 3 \| D \| Rémy Bonne \| 4 \| 3 \| 1 \| 0 \| 1 \| 0 \| 258 \| \| 5 \| D \| Alaeddine Yahia \| 31 \| 31 \| 0 \| 4 \| 9 \| 0 \| 2 708 \| \| 13 \| D \| Alassane Touré \| 18 \| 14 \| 4 \| 0 \| 5 \| 1 \| 1 308 \| \| 15 \| D \| Patrick Fradj \| 3 \| 3 \| 0 \| 0 \| 1 \| 1 \| 254 \| \| 26 \| D \| Yohan Demont \| 36 \| 35 \| 1 \| 0 \| 8 \| 0 \| 3 037 \| \| 28 \| D \| Nicolas Saint-Ruf \| 12 \| 4 \| 8 \| 0 \| 2 \| 0 \| 607 \| \| 29 \| D \| Alexandre Coeff \| 37 \| 35 \| 2 \| 1 \| 0 \| 0 \| 3 074 \| \| – \| D \| Jean-Philippe Gbamin \| 2 \| 0 \| 2 \| 0 \| 0 \| 0 \| 120 \| \| 6 \| M \| Jérôme Le Moigne \| 28 \| 28 \| 0 \| 1 \| 5 \| 0 \| 2 364 \| \| 8 \| M \| Pierre Ducasse \| 12 \| 8 \| 4 \| 0 \| 2 \| 0 \| 723 \| \| 10 \| M \| Firas Mugrabi [Note 4] \| 1 \| 0 \| 1 \| 0 \| 0 \| 0 \| 31 \| \| 18 \| M \| Pierrick Valdivia \| 31 \| 30 \| 1 \| 11 \| 5 \| 0 \| 2 585 \| \| 19 \| M \| Ange-Freddy Plumain \| 20 \| 10 \| 10 \| 1 \| 1 \| 0 \| 968 \| \| 20 \| M \| Lalaina Nomenjanahary \| 33 \| 32 \| 1 \| 2 \| 2 \| 0 \| 2 659 \| \| 21 \| M \| Anthony Rogie \| 1 \| 1 \| 0 \| 0 \| 0 \| 0 \| 56 \| \| 22 \| M \| Jérémie Bela \| 16 \| 9 \| 7 \| 1 \| 1 \| 0 \| 816 \| \| 23 \| M \| Wylan Cyprien \| 12 \| 10 \| 2 \| 0 \| 1 \| 0 \| 829 \| \| 24 \| M \| Ludovic Baal \| 33 \| 31 \| 2 \| 0 \| 5 \| 1 \| 2 718 \| \| 27 \| M \| Samba Sow \| 25 \| 17 \| 8 \| 0 \| 8 \| 0 \| 1 547 \| \| – \| M \| Adama Diakité \| 8 \| 0 \| 8 \| 0 \| 0 \| 0 \| 199 \| \| 7 \| A \| Chaouki Ben Saada [Note 5] \| 1 \| 1 \| 0 \| 0 \| 0 \| 0 \| 72 \| \| 7 \| A \| Yoann Touzghar \| 24 \| 23 \| 1 \| 11 \| 1 \| 0 \| 2 016 \| \| 9 \| A \| David Pollet [Note 4] \| 18 \| 12 \| 6 \| 4 \| 1 \| 0 \| 1 066 \| \| 11 \| A \| Deme N'Diaye \| 27 \| 20 \| 7 \| 1 \| 3 \| 0 \| 1 902 \| \| 14 \| A \| Julien Leghait \| 6 \| 1 \| 5 \| 0 \| 0 \| 0 \| 155 \| \| – \| A \| Baptiste Guillaume \| 6 \| 0 \| 6 \| 1 \| 1 \| 0 \| 72 \| Légende : - G : Gardien de but - D : Défenseur - M : Milieu de terrain - A : Attaquant |      | - Buteurs lensois : - 11 buts : Yoann Touzghar et Pierrick Valdivia - 4 buts : David Pollet et Alaeddine Yahia - 2 buts : Lalaina Nomenjanahary - 1 but : Jérémie Bela, Zakarya Bergdich, Alexandre Coeff, Baptiste Guillaume, Jérôme Le Moigne, Deme N'Diaye et Ange-Freddy Plumain - Passeurs lensois : - 5 passes : Yohan Demont - 3 passes : Deme N'Diaye et Pierrick Valdivia - 2 passes : Alexandre Coeff, Jérôme Le Moigne et Lalaina Nomenjanahary - 1 passe : Ludovic Baal, Jérémie Bela, Zakarya Bergdich, David Pollet, Rudy Riou, Samba Sow et Yoann Touzghar |    |    |    |             |        |              |       |
| No | Pos. | Joueur | M  | T  | R  | But inscrit | Averti | Carton rouge | TJ    |
| 1 | G    | Rudy Riou | 37 | 37 | 0  | 0           | 0      | 0            | 3 285 |
| 30 | G    | Samuel Atrous | 2  | 1  | 1  | 0           | 0      | 0            | 135   |
| 2 | D    | Zakarya Bergdich | 24 | 22 | 2  | 1           | 8      | 0            | 1 970 |
| 3 | D    | Rémy Bonne | 4  | 3  | 1  | 0           | 1      | 0            | 258   |
| 5 | D    | Alaeddine Yahia | 31 | 31 | 0  | 4           | 9      | 0            | 2 708 |
| 13 | D    | Alassane Touré | 18 | 14 | 4  | 0           | 5      | 1            | 1 308 |
| 15 | D    | Patrick Fradj | 3  | 3  | 0  | 0           | 1      | 1            | 254   |
| 26 | D    | Yohan Demont | 36 | 35 | 1  | 0           | 8      | 0            | 3 037 |
| 28 | D    | Nicolas Saint-Ruf | 12 | 4  | 8  | 0           | 2      | 0            | 607   |
| 29 | D    | Alexandre Coeff | 37 | 35 | 2  | 1           | 0      | 0            | 3 074 |
| – | D    | Jean-Philippe Gbamin | 2  | 0  | 2  | 0           | 0      | 0            | 120   |
| 6 | M    | Jérôme Le Moigne | 28 | 28 | 0  | 1           | 5      | 0            | 2 364 |
| 8 | M    | Pierre Ducasse | 12 | 8  | 4  | 0           | 2      | 0            | 723   |
| 10 | M    | Firas Mugrabi | 1  | 0  | 1  | 0           | 0      | 0            | 31    |
| 18 | M    | Pierrick Valdivia | 31 | 30 | 1  | 11          | 5      | 0            | 2 585 |
| 19 | M    | Ange-Freddy Plumain | 20 | 10 | 10 | 1           | 1      | 0            | 968   |
| 20 | M    | Lalaina Nomenjanahary | 33 | 32 | 1  | 2           | 2      | 0            | 2 659 |
| 21 | M    | Anthony Rogie | 1  | 1  | 0  | 0           | 0      | 0            | 56    |
| 22 | M    | Jérémie Bela | 16 | 9  | 7  | 1           | 1      | 0            | 816   |
| 23 | M    | Wylan Cyprien | 12 | 10 | 2  | 0           | 1      | 0            | 829   |
| 24 | M    | Ludovic Baal | 33 | 31 | 2  | 0           | 5      | 1            | 2 718 |
| 27 | M    | Samba Sow | 25 | 17 | 8  | 0           | 8      | 0            | 1 547 |
| – | M    | Adama Diakité | 8  | 0  | 8  | 0           | 0      | 0            | 199   |
| 7 | A    | Chaouki Ben Saada | 1  | 1  | 0  | 0           | 0      | 0            | 72    |
| 7 | A    | Yoann Touzghar | 24 | 23 | 1  | 11          | 1      | 0            | 2 016 |
| 9 | A    | David Pollet | 18 | 12 | 6  | 4           | 1      | 0            | 1 066 |
| 11 | A    | Deme N'Diaye | 27 | 20 | 7  | 1           | 3      | 0            | 1 902 |
| 14 | A    | Julien Leghait | 6  | 1  | 5  | 0           | 0      | 0            | 155   |
| – | A    | Baptiste Guillaume | 6  | 0  | 6  | 1           | 1      | 0            | 72    |

#### Équipe
- Classement de l'équipe
  - À domicile : 13e (27 points pris sur 57 possibles) – 6 victoires, 9 matches nuls, 4 défaites – 22 buts marqués, 23 buts encaissés
  - À l'extérieur : 12e (18 points pris sur 57 possibles) – 3 victoires, 9 matches nuls, 7 défaites – 17 buts marqués, 30 buts encaissés
- Classement de l'attaque : 14e avec 39 buts (soit 1,03 but par match)
- Classement de la défense : 15e avec 53 buts (soit 1,39 but par match)
- Classement du fair-play : 10e (69 cartons jaunes, 3 cartons rouges)

## Éléments juridiques et économiques

### Forme juridique
Le club, appartenant initialement à Gervais Martel via une holding GM Finances, vend en juin 2011 au Crédit agricole Nord de France la majeure partie de ses parts. À cette date, le Crédit agricole devient l'actionnaire majoritaire du club (possédant entre 61 et 70 % de la SASP), suivi de GM Finances (27,34 %). En décembre 2012, Sang et Or Finances devient le nouveau nom de GM Finances dans le cadre d'une augmentation de capital de 15 millions d'euros souscrite par le Crédit agricole Nord de France, ce qui porte sa participation dans le capital du club à plus de 99 %.

### Organigramme et budget
Actionnaire majoritaire du Racing Club de Lens, le Crédit agricole Nord de France (CANF) décide de confier le poste de président de la SASP RCL à Luc Dayan le 2 juillet 2012. Celui-ci remplace dans cette fonction Gervais Martel, démissionnaire car n'ayant pas pu racheter les actions du club qu'il avait cédé à la banque un an auparavant. Le lendemain, Luc Dayan nomme Antoine Sibierski au poste de directeur sportif, ce dernier effectue alors plusieurs changements au sein du centre de formation. Le directeur général Gérard Lévèque, intronisé par le CANF un an plus tôt, reste en poste.
En fin de saison 2012-2013, l'organigramme du RC Lens est le suivant :
|                                |                                |                                |                                |                                         |                                |  |  |                                |                                |                                |                                |                                |                                |  |  |                                |                                |                                |                                | Président Luc Dayan            | Président Luc Dayan            | Président Luc Dayan | Président Luc Dayan | Président Luc Dayan                      | Président Luc Dayan                      |                                          |                                          |                                          |                                          |  |  |                                              |                                              | Président de l'assoc. Serge Doré             | Président de l'assoc. Serge Doré             | Président de l'assoc. Serge Doré             | Président de l'assoc. Serge Doré             | Président de l'assoc. Serge Doré | Président de l'assoc. Serge Doré |  |  |  |  |  |  |
|                                |                                |                                |                                |                                         |                                |  |  |                                |                                |                                |                                |                                |                                |  |  |                                |                                |                                |                                | Président Luc Dayan            | Président Luc Dayan            | Président Luc Dayan | Président Luc Dayan | Président Luc Dayan                      | Président Luc Dayan                      |                                          |                                          |                                          |                                          |  |  |                                              |                                              | Président de l'assoc. Serge Doré             | Président de l'assoc. Serge Doré             | Président de l'assoc. Serge Doré             | Président de l'assoc. Serge Doré             | Président de l'assoc. Serge Doré | Président de l'assoc. Serge Doré |  |  |  |  |  |  |
|                                |                                |                                |                                |                                         |                                |  |  |                                |                                |                                |                                |                                |                                |  |  |                                |                                |                                |                                |                                |                                |                     |                     |                                          |                                          |                                          |                                          |                                          |                                          |  |  |                                              |                                              |                                              |                                              |                                              |                                              |                                  |                                  |  |  |  |  |  |  |
|                                |                                |                                |                                |                                         |                                |  |  |                                |                                |                                |                                |                                |                                |  |  |                                |                                |                                |                                | Dir. général Gérard Lévèque    |                                |                     |                     |                                          |                                          |                                          |                                          |                                          |                                          |  |  |                                              |                                              |                                              |                                              |                                              |                                              |                                  |                                  |  |  |  |  |  |  |
|                                |                                |                                |                                |                                         |                                |  |  |                                |                                |                                |                                |                                |                                |  |  |                                |                                |                                |                                |                                |                                |                     |                     |                                          |                                          |                                          |                                          |                                          |                                          |  |  |                                              |                                              |                                              |                                              |                                              |                                              |                                  |                                  |  |  |  |  |  |  |
|                                |                                |                                |                                |                                         |                                |  |  |                                |                                |                                |                                |                                |                                |  |  |                                |                                |                                |                                |                                |                                |                     |                     |                                          |                                          |                                          |                                          |                                          |                                          |  |  |                                              |                                              |                                              |                                              |                                              |                                              |                                  |                                  |  |  |  |  |  |  |
| Dir. formation Pascal Plancque | Dir. formation Pascal Plancque | Dir. formation Pascal Plancque | Dir. formation Pascal Plancque | Dir. formation Pascal Plancque          | Dir. formation Pascal Plancque |  |  | Dir. sportif Antoine Sibierski | Dir. sportif Antoine Sibierski | Dir. sportif Antoine Sibierski | Dir. sportif Antoine Sibierski | Dir. sportif Antoine Sibierski | Dir. sportif Antoine Sibierski |  |  | Dir. financier Gilles Deshayes | Dir. financier Gilles Deshayes | Dir. financier Gilles Deshayes | Dir. financier Gilles Deshayes | Dir. financier Gilles Deshayes | Dir. financier Gilles Deshayes |                     |                     | Dir. communication Dominique Regia Corte | Dir. communication Dominique Regia Corte | Dir. communication Dominique Regia Corte | Dir. communication Dominique Regia Corte | Dir. communication Dominique Regia Corte | Dir. communication Dominique Regia Corte |  |  | Dir. Bollaert Développement Jean-Marie Bomba | Dir. Bollaert Développement Jean-Marie Bomba | Dir. Bollaert Développement Jean-Marie Bomba | Dir. Bollaert Développement Jean-Marie Bomba | Dir. Bollaert Développement Jean-Marie Bomba | Dir. Bollaert Développement Jean-Marie Bomba |                                  |                                  |  |  |  |  |  |  |
| Dir. formation Pascal Plancque | Dir. formation Pascal Plancque | Dir. formation Pascal Plancque | Dir. formation Pascal Plancque | Dir. formation Pascal Plancque          | Dir. formation Pascal Plancque |  |  | Dir. sportif Antoine Sibierski | Dir. sportif Antoine Sibierski | Dir. sportif Antoine Sibierski | Dir. sportif Antoine Sibierski | Dir. sportif Antoine Sibierski | Dir. sportif Antoine Sibierski |  |  | Dir. financier Gilles Deshayes | Dir. financier Gilles Deshayes | Dir. financier Gilles Deshayes | Dir. financier Gilles Deshayes | Dir. financier Gilles Deshayes | Dir. financier Gilles Deshayes |                     |                     | Dir. communication Dominique Regia Corte | Dir. communication Dominique Regia Corte | Dir. communication Dominique Regia Corte | Dir. communication Dominique Regia Corte | Dir. communication Dominique Regia Corte | Dir. communication Dominique Regia Corte |  |  | Dir. Bollaert Développement Jean-Marie Bomba | Dir. Bollaert Développement Jean-Marie Bomba | Dir. Bollaert Développement Jean-Marie Bomba | Dir. Bollaert Développement Jean-Marie Bomba | Dir. Bollaert Développement Jean-Marie Bomba | Dir. Bollaert Développement Jean-Marie Bomba |                                  |                                  |  |  |  |  |  |  |
|                                |                                |                                |                                |                                         |                                |  |  |                                |                                |                                |                                |                                |                                |  |  |                                |                                |                                |                                |                                |                                |                     |                     |                                          |                                          |                                          |                                          |                                          |                                          |  |  |                                              |                                              |                                              |                                              |                                              |                                              |                                  |                                  |  |  |  |  |  |  |
|                                |                                |                                |                                | Entraîneur de l'équipe pro. Éric Sikora |                                |  |  |                                |                                |                                |                                |                                |                                |  |  |                                |                                |                                |                                |                                |                                |                     |                     |                                          |                                          |                                          |                                          |                                          |                                          |  |  |                                              |                                              |                                              |                                              |                                              |                                              |                                  |                                  |  |  |  |  |  |  |
|                                |                                |                                |                                |                                         |                                |  |  |                                |                                |                                |                                |                                |                                |  |  |                                |                                |                                |                                |                                |                                |                     |                     |                                          |                                          |                                          |                                          |                                          |                                          |  |  |                                              |                                              |                                              |                                              |                                              |                                              |                                  |                                  |  |  |  |  |  |  |

Pour cette saison 2012-2013, le budget prévisionnel du club s'élève à 25 millions d'euros, ce qui en fait le deuxième de Ligue 2.

## Équipementier et sponsors
Pour la deuxième saison consécutive, l'équipementier allemand Adidas habille les joueurs du Racing Club de Lens,, ce qu'il avait déjà fait de 1974 à 1994. La firme s'occupe également de trois autres équipes françaises, Marseille, Lyon et Saint-Étienne, et « accompagne désormais au quotidien quatre des cinq clubs préférés des Français ».
Du côté des sponsors, Invicta, entreprise française spécialisée dans le chauffage au bois, engagée aux côtes du RC Lens depuis 2007 (et depuis 2008 en tant que partenaire principal), se désengage partiellement (elle n'apparaît désormais plus que sur le haut du maillot). N'ayant trouvé personne pour la remplacer, le RC Lens dispute ses matches de première partie de saison sans sponsor principal, l'initiative monrclens.com, sponsor participatif lancé par My Major Company, ayant été suspendue rapidement. Sur le maillot lensois est aussi présent Optex (société d'électronique), tandis que McCain France, société alimentaire dont le président est également membre de la GM Finances de l'ancien président Martel, affiche sa marque sur le short des joueurs.
Le conseil régional du Nord-Pas-de-Calais, partenaire des équipes de la région, figure sur le manche de la tunique lensoise.
Durant la saison, le groupe PokerStars France s'associe au club via des tournois de poker et devient fournisseur officiel au même titre que Coca-Cola ou NCS.

## Résultats

### Tableau des résultats
Le tableau suivant liste l'ensemble des rencontres officielles de l'équipe professionnelle du Racing Club de Lens lors de la saison 2012-2013.
| No | Date         | Adversaire    | Lieu | Score | Compétition               |
| -- | ------------ | ------------- | ---- | ----- | ------------------------- |
| 1  | 28 juillet   | Le Mans       | Dom. | 2–2   | Ligue 2 (J1)              |
| 2  | 3 août       | Arles-Avignon | Ext. | 0–0   | Ligue 2 (J2)              |
| 3  | 7 août       | Caen          | Ext. | 2–1   | Cpe de la Ligue, 1er tour |
| 4  | 13 août      | Le Havre      | Dom. | 1–0   | Ligue 2 (J3)              |
| 5  | 17 août      | Dijon         | Dom. | 1–1   | Ligue 2 (J4)              |
| 6  | 24 août      | GFC Ajaccio   | Ext. | 1–1   | Ligue 2 (J5)              |
| 7  | 3 septembre  | Angers        | Dom. | 1–3   | Ligue 2 (J6)              |
| 8  | 14 septembre | Châteauroux   | Ext. | 1–1   | Ligue 2 (J7)              |
| 9  | 21 septembre | Monaco        | Dom. | 0–4   | Ligue 2 (J8)              |
| 10 | 29 septembre | Nantes        | Ext. | 4–0   | Ligue 2 (J9)              |
| 11 | 5 octobre    | Niort         | Dom. | 1–0   | Ligue 2 (J10)             |
| 12 | 20 octobre   | Auxerre       | Ext. | 1–2   | Ligue 2 (J11)             |
| 13 | 29 octobre   | Clermont      | Dom. | 2–2   | Ligue 2 (J12)             |
| 14 | 2 novembre   | Sedan         | Ext. | 0–1   | Ligue 2 (J13)             |
| 15 | 12 novembre  | Caen          | Dom. | 0–0   | Ligue 2 (J14)             |
| 16 | 18 novembre  | Les Lilas     | Ext. | 0–3   | Cpe de France, 7e tour    |
| 17 | 23 novembre  | Nîmes         | Ext. | 1–2   | Ligue 2 (J15)             |
| 18 | 30 novembre  | Laval         | Dom. | 1–0   | Ligue 2 (J16)             |
| 19 | 8 décembre   | Armentières   | Ext. | 0–6   | Cpe de France, 8e tour    |
| 20 | 11 décembre  | Tours         | Ext. | 0–0   | Ligue 2 (J17)             |
| 21 | 17 décembre  | Guingamp      | Dom. | 1–1   | Ligue 2 (J18)             |
| 22 | 21 décembre  | Istres        | Ext. | 2–2   | Ligue 2 (J19)             |

| No | Date        | Adversaire      | Lieu | Score | Compétition                   |
| -- | ----------- | --------------- | ---- | ----- | ----------------------------- |
| 23 | 6 janvier   | Rennes          | Dom. | 2–1   | Cpe de France, 32es de finale |
| 24 | 11 janvier  | Arles-Avignon   | Dom. | 0–0   | Ligue 2 (J20)                 |
| 25 | 18 janvier  | Le Havre        | Ext. | 2–2   | Ligue 2 (J21)                 |
| 26 | 23 janvier  | Stade bordelais | Ext. | 0–3   | Cpe de France, 16es de finale |
| 27 | 28 janvier  | Dijon           | Ext. | 2–1   | Ligue 2 (J22)                 |
| 28 | 1er février | GFC Ajaccio     | Dom. | 2–0   | Ligue 2 (J23)                 |
| 29 | 11 février  | Angers          | Ext. | 3–2   | Ligue 2 (J24)                 |
| 30 | 15 février  | Châteauroux     | Dom. | 4–3   | Ligue 2 (J25)                 |
| 31 | 25 février  | Monaco          | Ext. | 2–1   | Ligue 2 (J26)                 |
| 32 | 28 février  | Épinal          | Dom. | 2–0   | Cpe de France, 8es de finale  |
| 33 | 4 mars      | Nantes          | Dom. | 1–2   | Ligue 2 (J27)                 |
| 34 | 8 mars      | Niort           | Ext. | 0–0   | Ligue 2 (J28)                 |
| 35 | 16 mars     | Auxerre         | Dom. | 1–0   | Ligue 2 (J29)                 |
| 36 | 29 mars     | Clermont        | Ext. | 1–0   | Ligue 2 (J30)                 |
| 37 | 5 avril     | Sedan           | Dom. | 2–2   | Ligue 2 (J31)                 |
| 38 | 12 avril    | Caen            | Ext. | 0–0   | Ligue 2 (J32)                 |
| 39 | 17 avril    | Bordeaux        | Dom. | 2–3   | Cpe de France, 1/4 de finale  |
| 40 | 20 avril    | Nîmes           | Dom. | 1–2   | Ligue 2 (J33)                 |
| 41 | 26 avril    | Laval           | Ext. | 1–1   | Ligue 2 (J34)                 |
| 42 | 3 mai       | Tours           | Dom. | 0–0   | Ligue 2 (J35)                 |
| 43 | 10 mai      | Guingamp        | Ext. | 7–0   | Ligue 2 (J36)                 |
| 44 | 17 mai      | Istres          | Dom. | 1–1   | Ligue 2 (J37)                 |
| 45 | 24 mai      | Le Mans         | Ext. | 2–1   | Ligue 2 (J38)                 |

Légende :
- Match gagné
- Match nul
- Match perdu
- Dom. : Match disputé à domicile
- Ext. : Match disputé à l'extérieur

### Classement en championnat

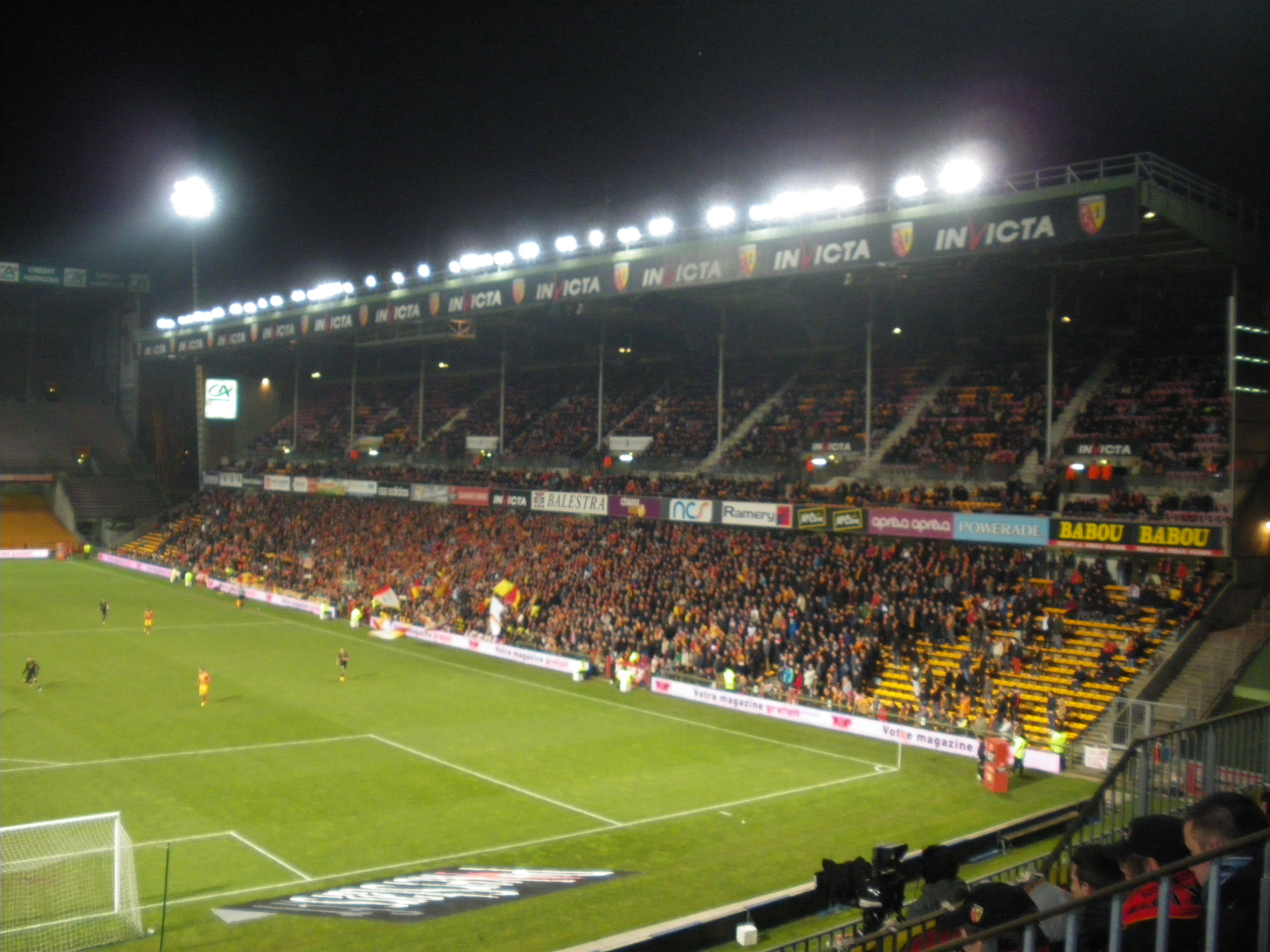
La tribune Marek - Xercès lors de la rencontre Lens - Nantes, le 4 mars 2013.

| Rang | Équipe           | Pts | J  | G  | N  | P  | Bp | Bc | Diff |
| ---- | ---------------- | --- | -- | -- | -- | -- | -- | -- | ---- |
| 10   | Tours FC         | 49  | 38 | 12 | 13 | 13 | 40 | 49 | -9   |
| 11   | AC Arles-Avignon | 46  | 38 | 10 | 16 | 12 | 36 | 48 | -12  |
| 12   | RC Lens          | 45  | 38 | 9  | 18 | 11 | 39 | 53 | -14  |
| 13   | FC Istres        | 43  | 38 | 11 | 10 | 17 | 38 | 45 | -7   |
| 14   | Clermont Foot    | 43  | 38 | 9  | 16 | 13 | 33 | 47 | -14  |

### Détails des matches

#### Rencontres deCoupe de France
Pour son entrée en lice en Coupe de France, lors du 7e tour, le RC Lens « reçoit » à Bollaert (le receveur est en réalité son adversaire, qui n'a pas vu son stade être homologué par la fédération française de football) le club amateur des Lilas, pensionnaire de sixième division. Devant une faible affluence, le match ayant été déplacé à Lens quelques jours avant sa tenue, le Racing rentre très vite dans la partie et marque deux buts lors des cinq premières minutes. Il se contente ensuite de gérer son avance, ajoutant un nouveau but en seconde période. Au tour suivant, Lens affronte à nouveau un club de D6, Armentières, et ne fait pas de détails (victoire six à zéro). À chaque fois, Éric Sikora choisit de renouveler son onze de départ et d'y inclure de nombreux jeunes, tels Patrick Fradj, Anthony Rogie ou Jérémy Bela.
En trente-deuxièmes de finale, qui marquent l'entrée dans la compétition des vingt clubs de Ligue 1 mais aussi la reprise officielle des clubs français après la trêve hivernale, le RC Lens hérite comme adversaire du Stade rennais, quatrième au classement de première division. Appliqués, les lensois ouvrent le score à la demi-heure de jeu puis parviennent à tenir leur avantage, malgré les offensives bretonnes, jusqu'aux dix dernières minutes, période choisie par Julien Féret pour égaliser. Mais cinq minutes plus tard, Ange-Freddy Plumain, autre jeune « lancé » par Sikora et entré en jeu un peu plus tôt, parvient à déborder sur son côté et pousse le rennais Théophile-Catherine à marquer contre son camp et à qualifier le Racing pour le tour suivant.
En seizièmes, Lens affronte à l'extérieur le Stade bordelais, club promu cette saison en quatrième division. Face à une valeureuse équipe girondine, qui se procure quelques belles occasions de but, Lens se montre réaliste et repart avec la qualification. Au poste de numéro dix, le jeune Wylan Cyprien joue son premier match avec l'équipe première. En huitièmes, Lens reçoit le Stade athlétique spinalien, club situé un niveau plus haut que le précédent. Une nouvelle fois, les lensois creusent l'écart rapidement même s'ils ne dominent pas complètement la partie. Victorieux deux buts à zéro, ils gagnent leur ticket pour les quarts.
Devenu le « petit poucet » de la compétition, le Racing Club de Lens se voit offrir au tirage au sort la réception des Girondins de Bordeaux, équipe de haut de tableau de Ligue 1 et toujours en course en Ligue Europa. Dans les jours qui suivent, des critiques s'élèvent concernant la programmation du match, prévu un mercredi à 17 h. Finalement, après plusieurs rebondissements, la FFF décale le match à 19 h, mais France Télévisions décide de ne plus le diffuser, entraînant la colère des dirigeants des deux clubs. Une semaine après l'ouverture de la billetterie au grand public, toutes les places sont vendues, une première cette saison.
Devant plus de 38 000 spectateurs, et comme lors des matchs précédents, Lens ouvre rapidement le score et se crée les plus grosses occasions en première période, malgré l'absence de plusieurs de ses cadres, blessés ou suspendus. Revenu des vestiaires avec de meilleures intentions, Bordeaux finit par égaliser à l'heure de jeu, grâce à un but de Grégory Sertic, ancien lensois, sur coup franc direct. Dominateurs, les bordelais confirment leur emprise sur ce match en marquant deux buts supplémentaires, par Diabaté. Portés par leur public, les lensois poussent en fin de match et reviennent dans la partie grâce à un but de Zakarya Bergdich, (92e, 2–3). Quelques minutes plus tard, Rudy Riou maintient l'espoir en arrêtant le pénalty d'Obraniak, puis monte dans le camp adverse pour essayer d'égaliser. Finalement, le score ne varie plus, et Lens sort de la compétition avec les honneurs,.

#### Rencontres deCoupe de la Ligue
Pour son troisième match de la saison, le Racing Club de Lens rencontre un autre pensionnaire de Ligue 2 en Coupe de la Ligue, le Stade Malherbe de Caen. Bien entrés dans la partie, les lensois concrétisent leur emprise par un but à la demi-heure de jeu, mais sont surpris quelques minutes plus tard et rejoignent les vestiaires sur un score de parité. À la reprise, Caen entreprend davantage et prend l'ascendant au bout de 68 minutes de jeu. Les lensois se montrent ensuite incapables de revenir dans le match et doivent logiquement concéder la défaite, synonyme d'élimination.

## Affluences
Pour cette saison 2012-2013, le Racing Club de Lens annonce une baisse du nombre de ses abonnés, qui se situe juste au-dessus de la barre des 10 000 (contre 15 936 la saison précédente). La campagne de mi-saison permet ensuite au club de compter près de deux mille abonnés de plus.
Avec 16 179 spectateurs de moyenne, le stade Bollaert affiche le deuxième score de Ligue 2 derrière La Beaujoire de Nantes (18 671 de moyenne), et se situe à la onzième place au niveau national (toutes divisions confondues). Ainsi, pour sa deuxième saison d'affilée en deuxième division, le RC Lens constate une baisse importante de l'affluence de son stade (5 595 spectateurs de moyenne en moins par rapport à la saison précédente, soit – 25,7 %).
Toutefois, au classement des tribunes (qui met en avant l'ambiance et la fidélité des supporters), le RC Lens, devant tout au long de la saison, termine premier devant Guingamp et Caen.
Affluence du RC Lens à domicile

Note : le match de Coupe de France contre les Lilas a été déplacé à Bollaert trois jours avant sa tenue, prévue en région parisienne.
- Plus forte affluence : 
  - 26 727 spectateurs, contre Istres le 17 mai 2013 (en Ligue 2) ;
  - 38 256 spectateurs, contre Bordeaux le 17 avril 2013 (en Coupe de France) ;
- Plus faible affluence : 
  - 12 072 spectateurs, contre Niort le 5 octobre 2012 (en Ligue 2) ;
  - 3 606 spectateurs, contre Les Lilas le 18 novembre 2012 (en Coupe de France) ;
- Moyenne : 16 179 spectateurs, soit un taux de remplissage de 39,24 %[Note 8].